# 东南大学附属中大医院
东南大学附属中大医院（原南京铁道医学院附属医院），是中华人民共和国江苏省的一所医院，为三级甲等医院，位于南京市丁家桥87号。

## 规模
东南大学附属中大医院总床位2499张（含江北院区），年门急诊量160万人次，年出院病人8万余人次。